# Creating-Projekt
Das Creating-Projekt (Concepts to Reduce Environmental Impact and Attain Optimal Transport Performance by Inland Navigation) war ein europäisches Forschungsprojekt. Es diente der Untersuchung von Transporten mit dem Schwerpunkt, land-basierte Güterströme zu identifizieren, die mit wenig Aufwand auf Binnenwasserstraßen verlagert werden können.

## Einführung
Einfach ist es, Ladung aus den Seehäfen über Binnenwasserstraßen weiter zu transportieren. Schwieriger ist es, Ladungen aus Kontinentaleuropa, die fast ausschließlich auf der Straße und Schiene transportiert werden, auf die Binnenwasserstraßen zu verlagern. Zunehmende Verkehrsströme über die Straßen, stark steigende Brennstoffpreise und das wachsende Umweltbewusstsein lassen die Nachfrage nach dem Transport auf Binnenschiffen steigen. Das Ziel des Projektes war es, die Binnenschifffahrt zu stärken und eine „Stimulierung des Transports über das Wasser“ zu erreichen. Das Projektteam bestand aus 27 Partnern aus neun Ländern und umfasste Forschungseinrichtungen, Regierungsorganisationen, Universitäten, Werften und Branchenorganisationen der Verlader, Reeder und Schiffbauer.

## Forschungsprojekte

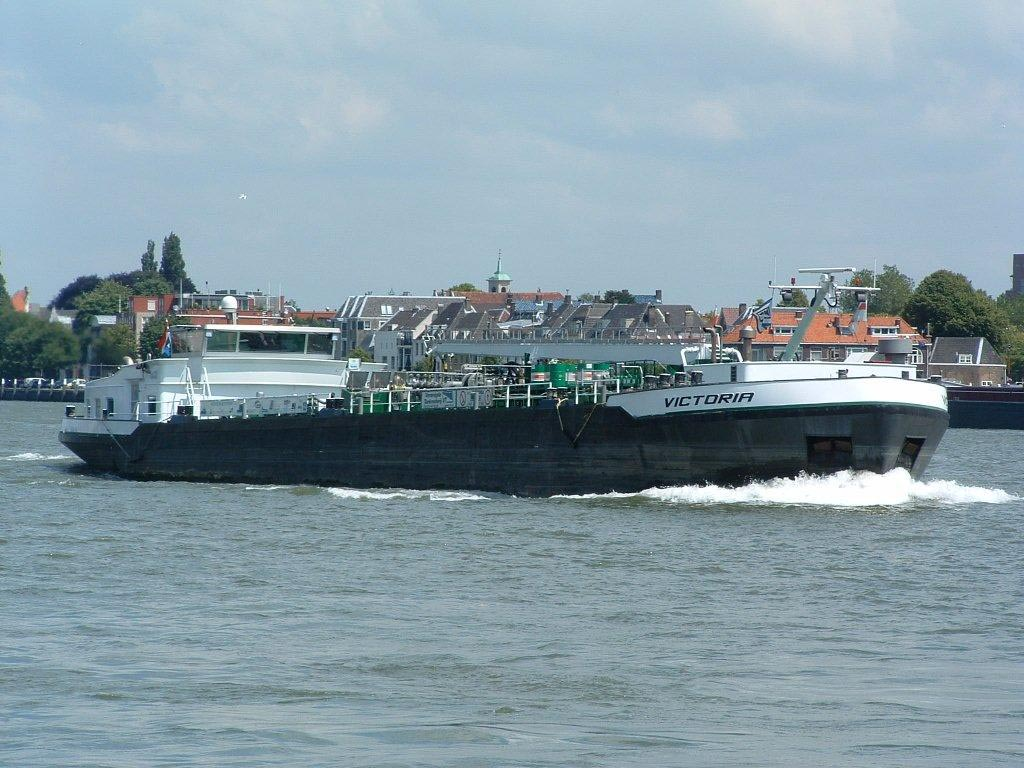
Öltanker Victoria

An mehreren Beispielen wurden Untersuchungen durchgeführt, um das Projektziel zu erreichen.
- Eine neue Generation von RoRo-Schiffen auf der Donau
- Transport von Biomasse
- Transport von Bananen, Entwurf eines Kühlschiffes für die Binnenschifffahrt
- Optimierung eines Chemietankers für die Binnenschifffahrt
- Cleanest Ship mit dem Binnentanker Victoria als Demonstrator